# Hysteria (álbum)
Hysteria es el cuarto álbum de estudio de la banda británica de hard rock Def Leppard, lanzado al mercado el 3 de agosto de 1987. Producido por Robert John «Mutt» Lange, ha sido el álbum más exitoso y vendido de la banda hasta la fecha, alcanzando alrededor de 30 millones de copias en todo el mundo. Se publicaron siete sencillos asociados: «Women», «Animal», «Hysteria», «Pour Some Sugar on Me», «Love Bites», «Armageddon It» y «Rocket». El sencillo más exitoso fue la balada «Love Bites», que logró encabezar la lista Billboard Hot 100.
El álbum llegó al número uno de la lista Billboard 200 en la que se mantuvo en esa posición por 20 semanas, también logró llegar a la cima de la UK Album Chart. También recibió numerosas certificaciones en distintos países, triple disco de diamante en Estados Unidos y doce veces disco de platino, en Reino Unido obtuvo triple disco de platino, octuple disco de oro y doble disco de diamante, por su parte en Canadá logró certificaciónes de disco de diamante, disco de oro (x14) y triple disco de platino.
En otros países como Irlanda, Nueva Zelanda, Alemania, Holanda, Australia, Islandia, Finlandia, Dinamarca, Suecia y Noruega el álbum obtuvo múltiples certificaciones de platino y diamante, lo que le valió para lograr escalar a la cima de las listas musicales de dichos países.
En 1988, los lectores de la revista Q votaron por Hysteria como el número 98 dentro de los álbumes más grandes de todos los tiempos, mientras que en 2004, el álbum fue clasificado en el número 472 en la lista de Rolling Stone de los 500 mejores álbumes de todos los tiempos. En su lista de los 50 mejores álbumes de hair metal de la historia, la revista situó a Hysteria en la primera posición.

## Historia

### Salida de Robert Lange y llegada de Jim Steinman
Desde sus primeras sesiones de grabación proyectadas para finales de 1984, Def Leppard encontró una serie de inconvenientes que atrasaron más de lo debido la producción de este álbum, por alrededor de casi cuatro años. Inicialmente, el disco se iba a titular Animal Instinct e iba a ser producido por Robert Lange, pero el productor abandonó después de las sesiones de preproducción, aduciendo cansancio de un agotador programa en los últimos años. El  compositor de Meat Loaf, Jim Steinman, fue su inmediato reemplazo. Sin embargo, la participación de Steinman fue un desastre debido a que estaba más interesado en hacer un registro de rock n' roll tradicional, mientras que la banda quería ofrecer un producto más elaborado. El cantante Joe Elliott indicó más adelante en una entrevista: «Todd Rundgren (de Meat Loaf) produjo Bat Out of Hell, pero Jim Steinman se encargó de escribirlo». Debido a su notorio malestar y tras la salida de Steinman, la banda intentó autoeditar el disco ayudados por Nigel Green, ingeniero de Lange, pero no tuvieron éxito. En ese momento las sesiones de grabación iniciales fueron descartadas por completo.

### Accidente de Rick Allen y regreso de Lange

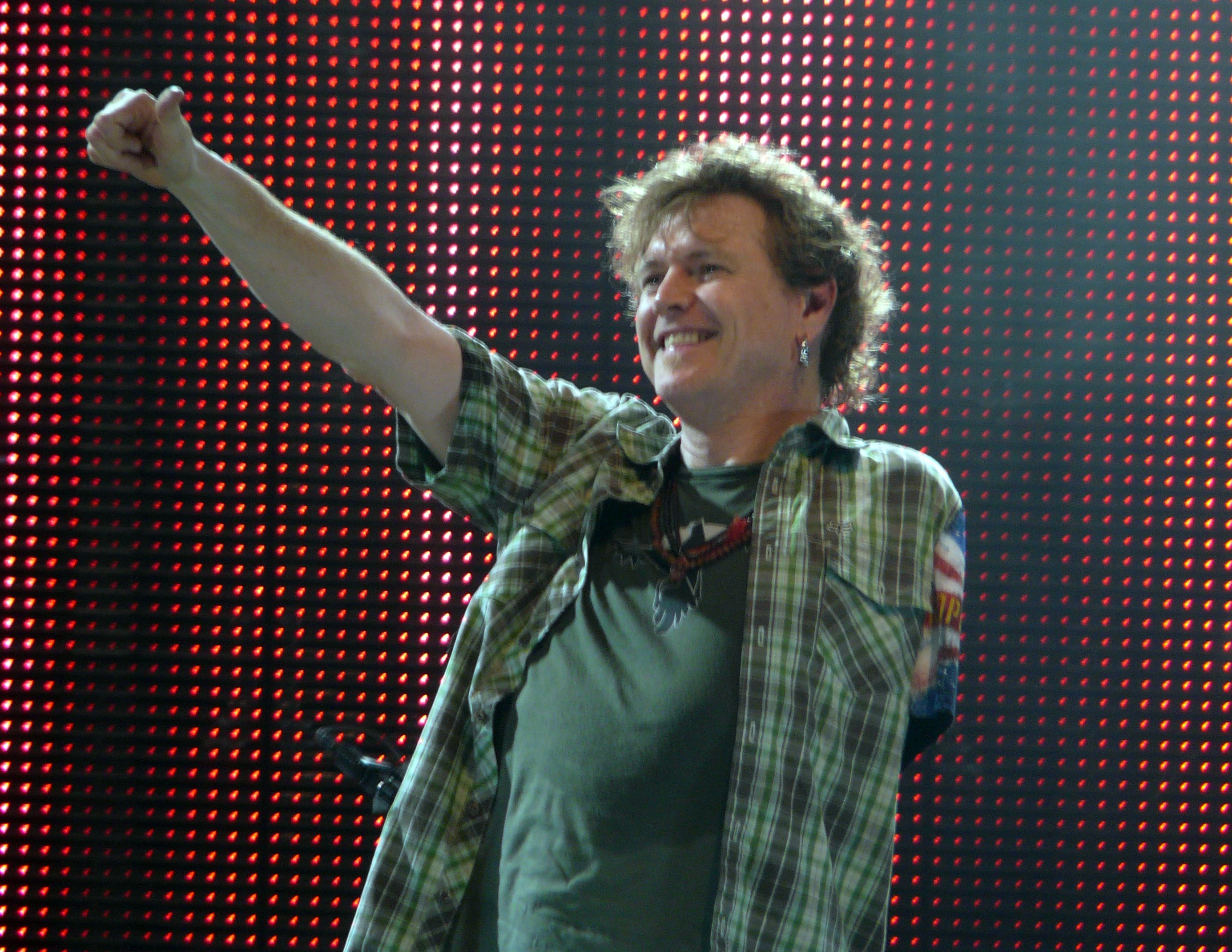
El baterista Rick Allen perdió su brazo izquierdo en un accidente de tránsito, hecho que retardó las sesiones de grabación del álbum.

El 31 de diciembre de 1984, el baterista Rick Allen perdió el brazo izquierdo cuando su Corvette se estrelló en un camino rural en Sheffield. Como consecuencia del accidente, la banda aceptó la decisión de Allen de volver a tocar la batería a pesar de su discapacidad, utilizando una combinación de batería acústica y electrónica con un conjunto de pedales que dieron el sonido (vía MIDI)  de lo que habría tocado con el brazo izquierdo.
La banda avanzó poco a poco hasta que Mutt Lange hizo un sorpresivo regreso un año más tarde. Por otro lado, Allen empezó a dominar su conjunto de batería hecha a su medida. Sin embargo, las sesiones se retrasaron aún más por un accidente de auto del propio Lange, que tuvo lesiones en las piernas, y un ataque de paperas sufrido por el cantante Joe Elliott en 1986.
Las sesiones de grabación al final tuvieron lugar en enero de 1987 para la canción «Armageddon It», pero Lange tardó otros tres meses en mezclar las pistas. El álbum fue finalmente lanzado en todo el mundo el 3 de agosto de 1987, con «Animal» como el primer sencillo en la mayoría de los países a excepción de los Estados Unidos, donde «Women» fue el primer sencillo.
Curiosamente, en las notas de este álbum, la banda pidió disculpas por la larga espera entre álbumes (Pyromania fue publicado en 1983) y se comprometieron a no hacer esperar tanto a los fanáticos para editar un nuevo álbum. Los acontecimientos posteriores, como la muerte del guitarrista Steve Clark, hicieron que la banda no pudiera cumplir su promesa.

### Popularidad
Afortunadamente para la agrupación, su popularidad en su tierra natal había crecido significativamente en los últimos cuatro años e Hysteria encabezó las listas en Reino Unido en su primera semana de lanzamiento. El álbum también fue un gran éxito en otras partes de Europa. En los Estados Unidos, sin embargo, Def Leppard luchó en un principio para recuperar el impulso de Pyromania que se perdió a partir de una ausencia tan prolongada. El éxito del cuarto sencillo, «Pour Some Sugar on Me», impulsaría el álbum a la parte superior de los Billboard 200 Albums Chart de Estados Unidos casi un año después de su lanzamiento. En la edición de Billboard de fecha 8 de octubre de 1988, Def Leppard ocupó el puesto número uno tanto en los sencillos y listas de popularidad con «Love Bites» e «Hysteria», respectivamente.
Hysteria continuó dominando las listas de álbumes en todo el mundo durante tres años. La RIAA lo certificó con 12 discos de platino en los Estados Unidos en el año 2009. El disco se sitúa actualmente como el número 51 dentro de los álbumes más vendidos de todos los tiempos en los Estados Unidos y logró un total de 96 semanas en el Top 40 de ese país. Además, ha vendido más de 28 millones de copias en todo el mundo.
En julio de 1987 la primera pista, «Women», fue seleccionada como el primer sencillo para los Estados Unidos en lugar de «Animal». El entonces director Cliff Burnstein afirmó que la banda necesitaba primero volverse a conectar con su público de hard rock antes de emitir sencillos más acordes con el Top 40. La estrategia resultó contraproducente, pues  «Women» no tuvo gran impacto en el Billboard Hot 100, alcanzando solo el puesto 80. Fue un Top 10 en las listas de rock, sin embargo, llegando al puesto número 7. Seis sencillos más fueron publicados posteriormente en los Estados Unidos, con «Love Bites» alcanzando el puesto # 1 y llegando al Top 10 en otros tres países. Los restantes singles obtuvieron un éxito similar en el Reino Unido.
El 24 de octubre de 2006, una edición de lujo de dos discos compactos del álbum fue lanzada, incluyendo una remasterización del original con caras B y bonus tracks. Muchas de estas canciones fueron incluidas en el álbum Retro Active, aunque con remixes y nuevas piezas.

## Concepto
Inicialmente, Robert Lange pretendía que el álbum fuera una versión hard rock del disco Thriller de Michael Jackson, en el que cada canción era un hit potencial. Las canciones fueron escritas, por lo tanto, con este concepto en mente, decepcionando a los fanáticos del sonido más pesado de la banda que añoraban una secuela de Pyromania. La canción «Love Bites» ya estaba escrita totalmente mucho antes de que Lange volviera a sentirse atraído por la banda y se acercara a ayudarlos en la producción. 
Mientras Pyromania contenía trazas de heavy metal, en Hysteria fueron removidas a favor de la última tecnología sonora disponible en el momento. Al igual que con su trabajo anterior, cada canción fue grabada por cada miembro en el estudio por separado y no toda la banda a la vez. Las armonías vocales múltiples se mejoraron con las técnicas de Lange, incluso lanzando voces de fondo en todas las vías. Las partes de guitarra se centraron más en hacer hincapié en melodías de hard rock básico y riffs de clichés. La banda utilizó amplificadores Rockman, desarrollados por el guitarrista Tom Scholz, de la banda Boston, para grabar el álbum.
Además, todos los sonidos de batería del álbum fueron muestras grabadas por Lange y los ingenieros, que a continuación, reprodujeron en el sampler Fairlight CMI. El ingeniero Mike Shipley señaló en una entrevista en 1999 que los sonidos de batería se trataron al final porque la estructura de cada canción podía cambiar muy radicalmente, y además existían dificultades técnicas.
Este enfoque único y minucioso llevó a veces a largos periodos de tiempo en el estudio de grabación. El sencillo emblema, «Pour Some Sugar on Me», fue la última canción escrita, pero se terminó rápidamente dentro de dos semanas. En agudo contraste, la versión final de «Animal» tardó casi tres años completos en desarrollarse, pero se convirtió en uno de los más grandes éxitos del álbum.
Lange repetiría esta exitosa fórmula mucho más tarde, esta vez con su ahora exesposa Shania Twain con los discos The Woman in Me y Come on Over .

## Lista de canciones
Todas las canciones escritas y compuestas por Steve Clark, Phil Collen, Joe Elliott, Robert John Lange y Rick Savage. 
| N.º | Título                  | Duración |  |
| 1.  | «Women»                 | 5:41     |  |
| 2.  | «Rocket»                | 6:35     |  |
| 3.  | «Animal»                | 4:02     |  |
| 4.  | «Love Bites»            | 5:46     |  |
| 5.  | «Pour Some Sugar on Me» | 4:25     |  |
| 6.  | «Armageddon It»         | 5:21     |  |
| 7.  | «Gods of War»           | 6:32     |  |
| 8.  | «Don't Shoot Shotgun»   | 4:10     |  |
| 9.  | «Run Riot»              | 4:38     |  |
| 10. | «Hysteria»              | 5:49     |  |
| 11. | «Excitable»             | 4:19     |  |
| 12. | «Love and Affection»    | 4:35     |  |

## Créditos

### Def Leppard
- Joe Elliott - voz
- Phil Collen - guitarra
- Steve Clark - guitarra
- Rick Savage - bajo
- Rick Allen – batería

### Producción
- Robert John Lange – productor
- Nigel Green – ingeniero, mezlcla
- Ronald Prent – ingeniero
- Erwin Musper – ingeniero
- Pete Williscroft – ingeniero
- Philip Nicholas – programación
- Mike Shipley – mezcla
- Bob Ludwig – mastering
- Howie Weinberg – mastering
- Ross Halfin – fotografía
- Laurie Lewis – fotografía
- Satori – ilustración